# カトブレパス

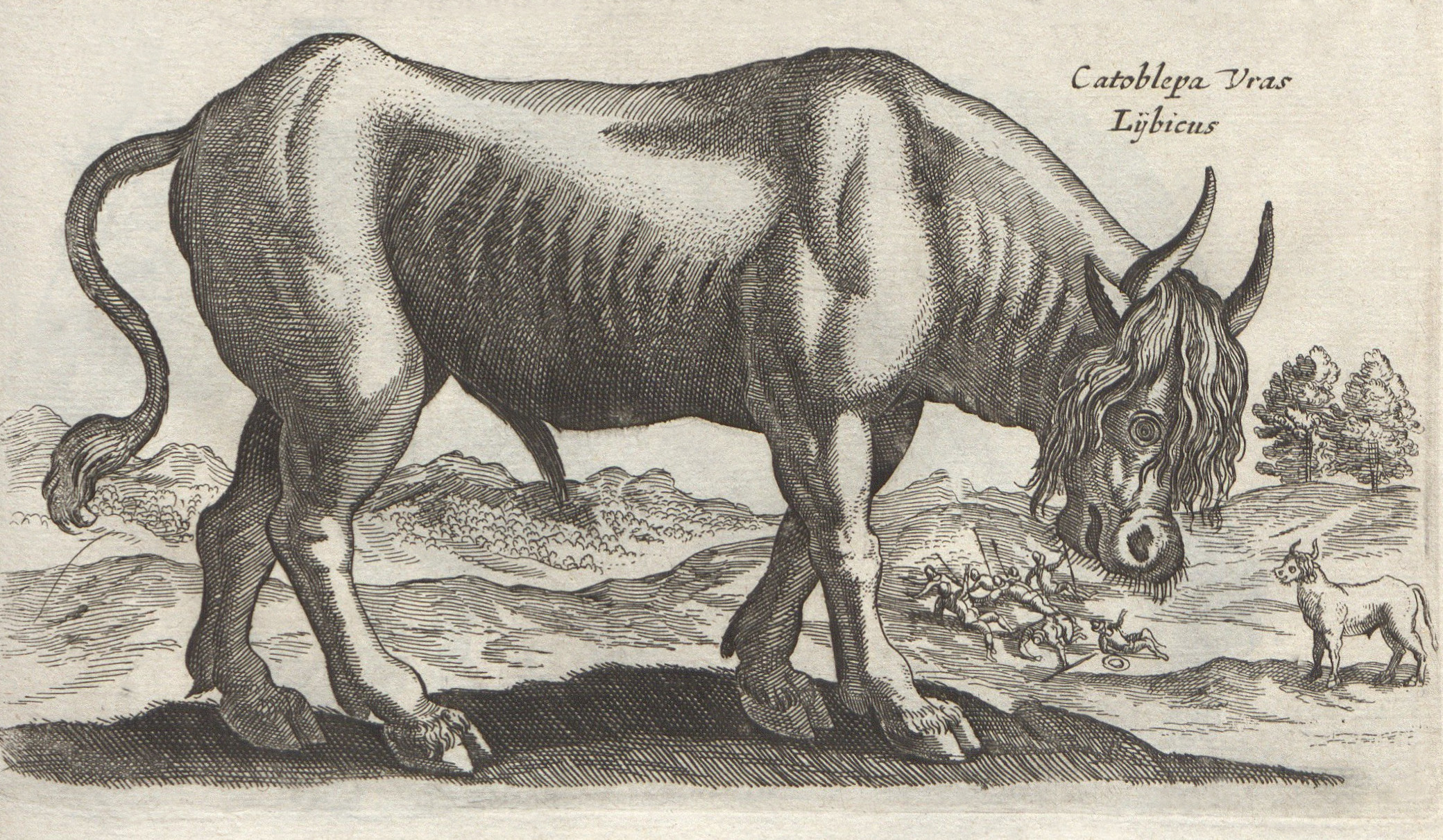
カトブレパス。ヤン・ヨンストン『博物誌』、第1巻『四足獣誌』より、金属版画、1657年、アムステルダム。

カトブレパス（英語：catoblepas, ラテン語：catōblepas, ギリシア語：κατῶβλεψ）は、ガイウス・プリニウス・セクンドゥス（大プリニウス）の『博物誌』に記された、西エチオピアに住むとされた架空の動物。ギリシア語の κάτω は英語で downwards を, βλέπ-ειν は to look を意味し、牛のような姿で動きが鈍く、いつも頭を下に向けていることが名前の由来となる。カトブレパスはギリシア語で「うつむく者」を意味する。
大プリニウスの『博物誌』（8-32）によれば、西エチオピアに存在するという、当時ナイル川の源流であると信じられていたニグリスという泉の傍に住む動物である。非常に重い頭部を持ち、そのためいつも頭を地面に垂らしている。「カトブレパスの眼を見た人間は即死する」と締めくくられており、次節（8-33）において同様の邪視能力を持つ生物としてバジリスクを紹介している。外見については、重い頭部の他には「大きさはそこそこで、手足の動きは緩慢」とだけ書かれている。
18世紀-19世紀のフランスの博物学者ジョルジュ・キュヴィエは、アフリカに生息するヌーの姿と、バジリスクやゴルゴーンの伝説が組み合わさってカトブレパスが生まれたのではないかと推測している。19世紀のフランスの小説家ギュスターヴ・フローベールの作品『聖アントワーヌの誘惑』には、垂れた豚の頭、水牛の体、空の腸のように細い首を持つ動物としてカトブレパスが登場している。その細い首では重い頭を支えられずに、頭を転がしては、毒のある自分の息で塗れた草を食っているとされる。
カトブレパスの邪視は、現代のファンタジー作品では石化能力として描かれることもある。